# Partit per la Pau, Democràcia i Desenvolupament
El Partit per la Pau, Democràcia i Desenvolupament (portuguès Partido para a Paz, Democracia e Desenvolvimento, PPD) és un partit polític de Moçambic fundat en 2003 com a escissió de la RENAMO. A les eleccions generals de Moçambic de 2004 el partit va obtenir 85.815 vots, el 2.0% dels vots populars i no va obtenir representació. El seu candidat presidencial, Raul Domingos, va obtenir el 2.7% del vot popular. A les eleccions generals de Moçambic de 2009 va obtenir 22.410 vots i tampoc va assolir representació.